# Battaglia di Tournai
La battaglia di Tournai venne combattuta il 22 maggio 1794 nella provincia dell'Hainaut, nell'attuale Belgio (circa 80 km a sud-ovest di Bruxelles) tra le forze francesi, capeggiate dal Generale Pichegru, ed un esercito della Prima coalizione, sotto il comando del Principe Josias of Coburg. Le forze della coalizione uscirono vittoriose dalla battaglia, nonostante la netta inferiorità numerica.